# 조지프 프리스틀리
조지프 프리스틀리(영어: Joseph Priestley, FRS, 1733년 3월 13일~1804년 2월 6일)는 영국의 화학자, 성직자, 신학자, 교육학자, 정치학자, 자연철학자(영어: natural philosopher)이다. 그는 자유주의, 정치학, 종교, 실험철학 등 다방면에 기여했다. 산소의 발견자로 가장 널리 알려져 있지만, 스스로는 과학자라기보다는 성직자로 생각했다. 신학적으로는 유니테리언, 정치적으로는 자유주의, 철학적으로는 유물론을 표방했다.
주요 과학적 업적으로는 탄산수의 발명, 전기에 대한 연구, 여러 기체(아산화 질소, 암모니아, 염화수소, 이산화 황)의 발견 등이 있지만, 최대의 공적은 "탈플로지스톤 공기" 즉 산소의 명명이다. 1774년 여름 프리스틀리는 볼록 렌즈로 태양 광선을 모아 적색 산화 수은에 쬐어서 얻어낸 "공기"가 연소하는 것을 발견하고 그후 그 기체 안에서 쥐가 장수 하는 것을 발견했다. 당시는 플로지스톤설이 진리였기 때문에, "탈플로지스톤 공기"라 간주하여 같은 해 프랑스의 앙투안 라부아지에에게 이 발견에 대하여 이야기하였는데, 이 "공기"가 바로 산소이다. 라부아지에는 프리스틀리의 실험을 변형하여 연소의 화학적 과정을 해명하게 되었다. 그러나 프리스틀리 자신은 플로지스톤설을 끝까지 맹신하며 화학 혁명을 거부하여 과학계에서 고립되게 되었다.
프리스틀리는 과학은 신학에 없으면 안되는 요소라고 생각하였으며 계몽적 합리주의와 기독교의 융합을 생각하였다. 그의 철학적 저작에서는 유신론, 유물론, 결정론의 융합을 시도하여 그 결과물을 "대담하고 독창적인(audacious and original)"이라고 칭하였으며, 자연계를 올바르게 이해하는 것으로 인류의 진보가 촉진되어 기독교적 천년왕국이 도래한다고 믿었다. 언론의 자유를 주장하여 종교적 관용과 비국교도의 평등한 권리를 주장, 잉글랜드의 유니테리언주의(단일신론주의)의 확립에 관여했다. 프리스틀리는 〈잘못과 미신이라는 낡은 건물을 폭파하라〉를 출판해 프랑스 혁명 지지를 표명한 것으로 인해 정치적 의혹을 일으키기도 하였다. 이로 인해 잉글랜드 국교회에 의해 선동된 군중이 그의 집과 교회에 난입하여 불을 지르는 폭동이 일어났다. 이후 1791년에는 런던을 탈출하여 미국으로 건너가 그곳에서 말년을 보냈다.
프리스틀리는 교육학에도 큰 공헌을 하였으며 영문법에 관한 중요한 저작을 출판하기도 하였다. 또한 역사에 관한 책도 집필하여 연표를 기재해 후세에 영향을 주었다. 이러한 교육 목적의 저작이 그의 저작 가장 출판 부수가 많았으나 후대에 길게 영향을 준 것은 철학적 저작이다. 제러미 벤담, 존 스튜어트 밀, 허버트 스펜서 등 공리주의자들이 프리스틀리에게 영향을 받았다.

## 생애

### 초년1733~1755

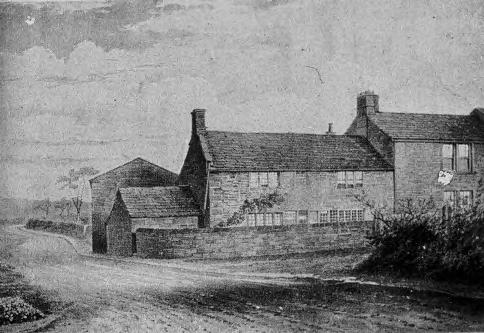
필드헤드에 있는 프리스틀리의 생가.

프리스틀리는 1733년 영국 잉글랜드 북부 리즈 근방 버스톨에 있는 마을인 필드헤드의 부유한 의류 제작자이자 개신교도인 조너스 프리스틀리와 그의 아내 메리 프리스틀리 사이에서 4남 2녀 중 맏이로 태어났다. 그는 태어난 지 얼마 지나지 않아 필드헤드에서 25km 정도 떨어진 샤프톤에 사는 농부인 할아버지에게 맡겨졌다. 어머니는 1739년 12월 28일 출산 직후 세상을 떴고, 그 후 프리스틀리는 다시 집으로 돌아오게 되었다. 아버지가 1741년에 재혼한 후, 프리스틀리는 필드헤드 인근 헤크몬드와이크에 사는 고모 사라 케일리와 고모부 존 케일리에게 맡겨졌다. 고모와 고모부는 결혼한 지 17년이 지났는데도 아이가 없었다.
프리스틀리는 자주 병에 걸리곤 하였지만, 배우는 데에는 상당한 열정이 있었고 능력이 뛰어나서 네 살 때 이미 장로교회와 개혁교회의 신조인 웨스트민스터 신앙고백 소요리문답의 107개 질문과 답을 모두 외울 정도였다. 부유한 사라 고모의 보호 아래 독실한 칼뱅주의적인 개신교 신자로 길러졌지만, 다양한 종파의 개신교도와 심지어 예수의 신성을 부인하는 사람들과도 접촉할 수 있는 기회도 갖게 되었다. 프리스틀리는 열두 살이 되자 문법 학교에 다니기 시작하였고, 휴일이면 개신교 목사에게서 히브리어를 배우곤 했다.
1749년 무렵 건강이 심각하게 악화되어 학교에 나갈 수 없을 지경에 이르렀지만, 계속해서 아람어 및 시리아어, 아랍어 뿐 아니라 자연철학을 비롯한 형이상학, 논리학을 공부했다. 리스본에서 무역을 하던 친척의 일을 돕기 위해 프랑스어와 독일어, 이탈리아어 등을 배우기도 했다. 그러나 사라 고모는 그가 장로교나 독립교회와 같은 개신교 성직자가 되기를 원했고, 프리스틀리도 성직자가 되기를 바라고 있었다.
1752년 그는 건강이 어느 정도 회복되자 노샘프턴셔주의 데번트리에 있는 18세기에 비국교도들이 즉 잉글랜드의 국가교회인 잉글랜드 성공회 신자가 아닌 개신교 신자들이 설립한 신학교에 입학했다. 당시 비국교도들은 케임브리지 대학교나 옥스퍼드 대학교와 같은 곳에 입학할 수 없었고, 따라서 많은 비국교도들은 비국교도들을 위해 세워진 학교에 입학하여야 했다. 그 중 일부는 교육 수준이 정규 대학교보다 더 뛰어나 많은 뛰어난 선생과 학생이 몰리기도 하였는데, 프리스틀리가 간 신학교도 이러한 경우 중 하나였다. 그는 신학교에서 3년에 걸쳐 정규 교육 과정 이외에도 따로 역사와 철학, 과학 등을 공부하였는데, 이는 그의 비정통적 견해를 더욱 발전시켰다. 데번트리의 신학교는 자유교육과 자유토론을 중시하였으며, 그는 이곳에서 데이비드 하트리나 앤서니 콜린스의 사상을 받아들여 자유의지를 거부하고 결정론과 유물론을 신봉하게 되었다. 또한 신앙적으로도 삼위일체에 회의를 느끼고 이를 배격하는 아리우스주의를 선택했다.

### 니덤 마켓과 낸트위치 시절1755~1761

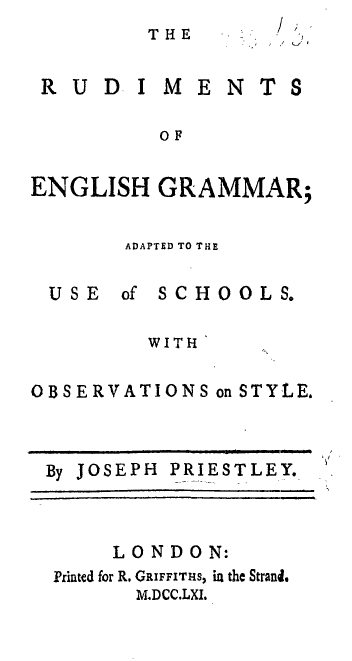
《영어 문법의 원리》 표지

1755년에 데번트리 신학교를 졸업한 프리스틀리는 잉글랜드 남부 서포크 주의 니덤 마켓에 있는 소규모 독립 장로교 교회에서 목사 생활을 시작했다. 하지만 삼위일체를 부정하는 등 기독교의 전통 교리에서 벗어난 그의 신학은 정통주의교인들에게 반발을 샀다.
1758년 프리스틀리는 체셔주의 낸트위치에 있는 교회로 옮겨갔다. 당시 낸트위치에는 두 개의 학교가 있었는데, 모두 비국교도에게 입학이 허용되지 않은데다가 교육 과정 역시 제한되어 있었다. 이에 프리스틀리는 직접 새로운 학교를 세워 1761년 워링턴으로 떠날 때까지 3년간 학생들을 가르쳤다. 학교에서 그는 라틴어와 수학 등을 가르쳤고 공기 펌프와 같은 간단한 자연철학의 실험기구를 소개하기도 했다. 교과서를 구할 수 없었기 때문에 그는 직접 1761년 문법 교과서인 《영어 문법의 원리》(Rudiments of English Grammar)를 저술했다. 이 책은 실제적인 영어 사용에 적합한 문법을 다루고, 이미 사어가 된 고전 언어들에 근간한 문법 교육을 지양하는 내용을 담은 것으로 이후로도 50년 동안 문법 수업에서 사용될 만큼 뛰어난 가치를 지닌 저술이었다. 이는 이후 워링턴에서의 문법 교육에도 영향을 주었다. 프리스틀리의 교육은 학생들에게서 좋은 평가를 얻었다.
니덤 마켓과 낸트위치를 거치며 그는 예수의 속죄교리, 즉 예수가 십자가에서 처형된 사건을 세상의 죄를 대신한 죽음으로 이해하는 교리를 부정하기 시작하여, 1761년에는 《속죄의 성서적 교리》(The Scripture Doctrine of Remission)를 출판하기도 했다. 이 책에서 그는 구약성서와 신약성서에서 많은 구절을 인용하였으며, 이를 통해서 성서에서는 어느 누구도 속죄의 교리를 언급한 적이 없다고 단정했다.

### 워링턴 시절1761~1767

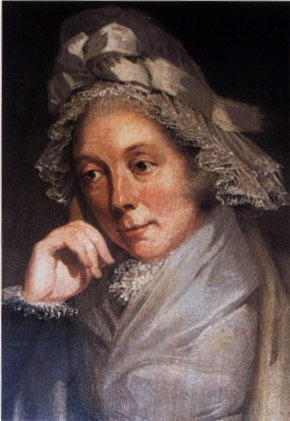
조지프 프리스틀리의 아내, 매리 프리스틀리 (1793)

낸트위치에서 한 강의가 좋은 평을 받아 1761년 프리스틀리는 랭커셔주의 워링턴에 있는 워링턴 아카데미의 문학 강사로 취직할 수 있었다. 1762년에는 워링턴의 비국교도파 목사가 되었으며, 같은 해 제철업자인 아이작 윌킨슨의 외동딸인 18살의 매리 윌킨슨과 결혼했다. 이들 사이에는 한 명의 딸과 세 명의 아들이 태어났다. 1765년 에든버러 대학교에서는 그에게 법학 박사 학위를 수여했다.

#### 교육자로서의 활동
프리스틀리는 워링턴 아카데미에서 문학 강사로 일했다. 그는 낸트위치에서 문법을 가르쳤던 것처럼 실용적 영어 사용에 근간한 문법 교육을 실시했다. 또한 프리스틀리는 워링턴 아카데미에서 1765년에 《전기(傳記)》(A Chart of Biography) 및 《서민적이고 적극적인 생활을 위한 자유교육 과정 소론》(Essay on a Course of Liberal Education for Civil and Active Life)과 같은 교육과 역사에 대한 책을 썼고, 이는 워링턴 아카데미의 교육 과정의 수준을 크게 도약시켰다. 그의 교육 과정에는 일반적인 대학 교육 과정에 비해 역사·과학·예술 분야의 비중이 더 높았는데, 이로 인해서 워링턴 아카데미는 이 분야에서 잉글랜드의 우수한 학교 중 하나가 될 수 있었다.

#### 과학자로서의 활동

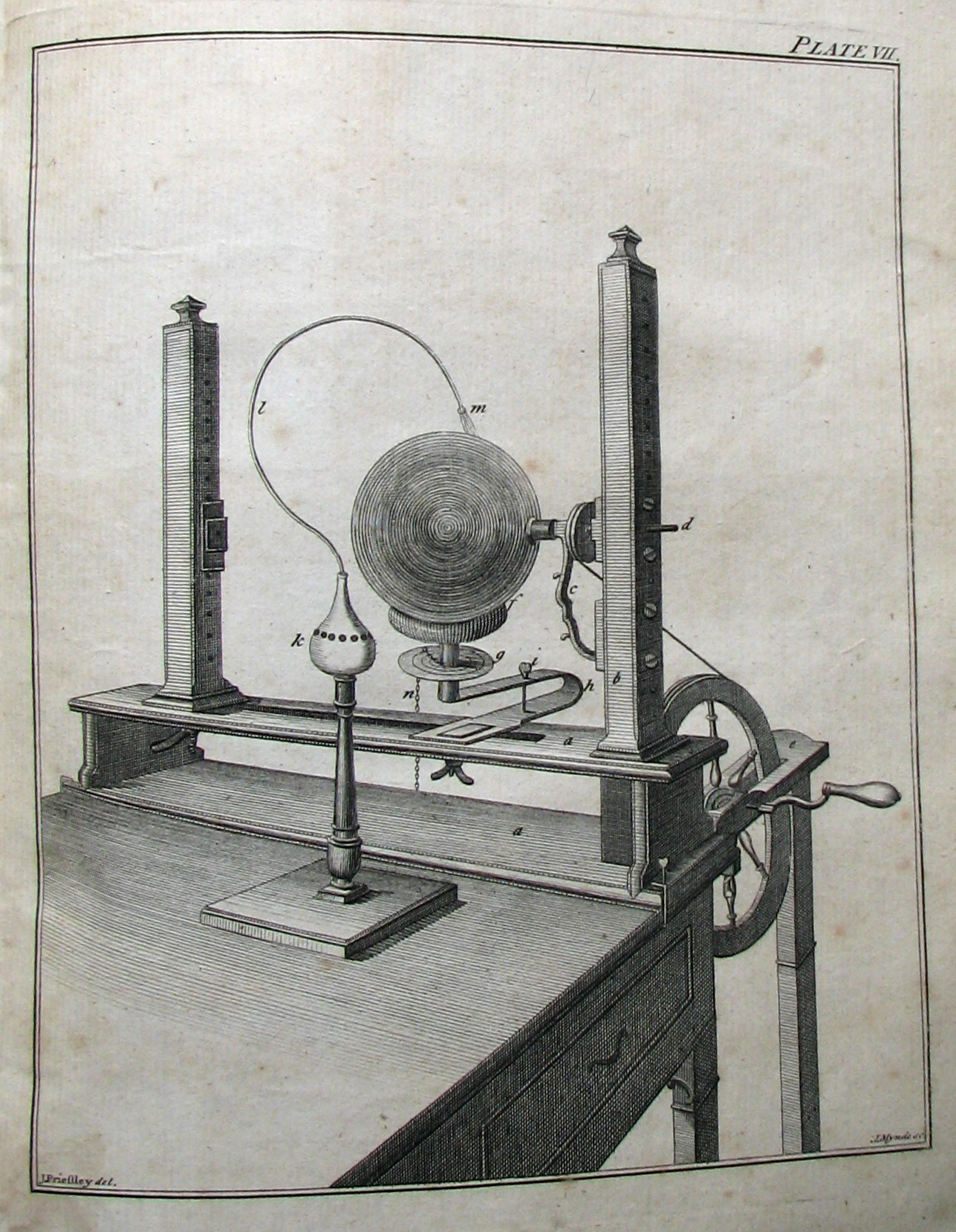
프리스틀리가 1768년에 고안한 전기실험장치.

프리스틀리는 워링턴에서 거주할 때부터 과학에 많은 관심을 가지기 시작했다. 그는 1763년부터 1765년까지 리버풀의 의사였던 매슈 터너에게서 화학 강의를 들었고, 1765년부터는 해마다 한 달씩은 런던에 체류했다. 런던에서 그는 미국의 벤저민 프랭클린을 비롯한 많은 과학자를 만날 수 있었다. 벤저민 프랭클린과 그의 친구 존 캔턴을 비롯한 윌리엄 왓슨, 리처드 프라이스의 도움으로 그는 전기(電氣)에 대한 많은 책을 구할 수 있었고, 그 결과 전기에 대한 연구에 몰두할 수 있었다. 1766년 프리스틀리는 전기에 대한 연구로 인하여 왕립 학회의 회원이 될 수 있었다. 또한 1767년 그는 당시에 알려진 전기에 대한 지식과 실험에 대한 책인 《전기의 역사와 현 단계》(The History and Present State of Electricity)를 출간했다. 그밖에도 속이 빈 구(求)의 내부는 전하를 띠지 않는다는 사실을 발견하고, 전기력은 거리의 제곱에 반비례한다는 역제곱 법칙을 예측하였고, 숯에 전기가 통한다는 것과 전기와 화학 반응이 서로 관련이 있다는 사실을 발견했다. 화학에도 관심을 가져 연소와 호흡의 유사성에 대해여 연구했다.

### 리즈 시절1767~1773

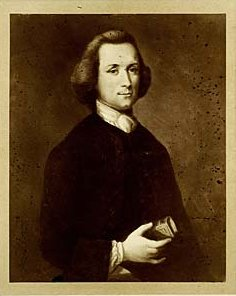
‘리즈 초상화’로 알려진, 가장 오래된 프리스틀리의 초상화

1767년 프리스틀리는 요크셔 주의 리즈에 있는 밀 힐 교회의 목사로 임명되었다. 리즈에서 그는 이전보다 더 많은 글을 쓰고 실험을 행할 시간을 가질 수 있었다. 이곳에서 그의 신학적 사상이 확립되었다.

#### 신학자로서의 활동
프리스틀리는 워링턴 거주 시절에는 다른 일 때문에 신학 연구에 몰두하지 못하였으나, 리즈에 오면서 그는 신학 연구에 많은 시간을 투자하였고, 결과적으로 그의 신앙은 아리우스주의에서 유니테리언으로 정립되었다. 리즈에서 프리스틀리는 삼위일체와 예수의 선재성(先在性, 성자인 예수는 천지창조전부터 성부와 같이 존재했다는 교리)등을 완전히 부정하였고, 기독교 교리와 성서를 새롭게 해석하기 시작했다. 그는 오래전부터 써오던 신학 교육에 대한 책인 《자연과 계시 종교의 원리》(Institutes of Natural and Revealed Religion)를 출판하기 시작하였는데, 1772년에 1권이 출판되었고 마지막 3권은 1774년에 출판되었다. 그는 책에서 자연 종교, 계시의 진실성을 뒷받침하는 논거, 계시로부터 얻을 수 있는 진실 등을 논했다. 이 책은 약 반세기간의 자유주의 신학자들의 주장을 요약하였고 오랜 기간에 걸쳐 유니테리언의 대표적인 해설서가 되었다.

#### 과학자로서의 활동

##### 기체 연구
프리스틀리는 리즈에서 ‘여러 종류의 공기’에 대한 연구를 시작했다. 그가 발견한 것들은 이후 화학에서의 중심적인 이론으로 자리잡았다. 그가 살던 곳은 양조장 근처였는데, 양조 과정에서 거품이 일어나는 것을 보고 이를 관찰하여 이산화 탄소의 성질을 규명하기도 했다. 이전까지 기체의 종류는 공기, 이산화 탄소, 수소밖에 알려져 있지 않았다. 그러나 이 시기에 프리스틀리는 금속과 질산을 가지고 실험을 진행하다가 일산화 질소를 발견하였으며, 일산화 질소를 공기와 섞자 이산화 질소가 발생하는 것 또한 발견했다. 그는 일산화 이질소도 발견하였고, 헨리 캐번디시가 1766년 《철학회보》(Philosophical Transactions)에 제출한 논문을 토대로 실험을 하다가 염화 수소 기체를 발견하기도 했다. 이와 동시에 그는 수많은 실험 기구를 고안했다. 이러한 기체에 관련된 연구는 이후 칸 거주 시절에 출판된 《여러 종류의 기체에 관한 실험과 관찰》(Experiments and Observations on different Kinds of Air, 1774~86년)에 저술되었다. 프리스틀리는 기체를 다루는 실험에 대한 글을 《철학회보》에 기고하였는데, 이것이 프랑스의 화학자 앙투안 라부아지에의 관심을 끌었고, 라부아지에는 추가적인 연구를 통하여 프리스틀리의 실험에 대한 이론적 설명을 제공했다.

##### 그밖의 연구
프리스틀리는 물에 이산화 탄소를 녹여 소다수를 제작하는 방법을 개발하기도 했다. 그는 백악에 산을 첨가하여 이산화 탄소를 발생시켜 이를 물에 통과시켜서 소다수를 만들어 내는 기구를 발명했다. 처음에 그는 소다수를 제작함으로써 물에 활기를 되찾게 할 수 있고, 이는 곧 괴혈병을 치료할 수 있는 방법이라고 생각했다. 사실 소다수는 괴혈병의 치료제는 되지 못하였지만, 이후 다른 사람이 소다수를 상업적으로 이용했다. 프리스틀리는 소다수 제작법을 1772년에 <고정된 공기로 물에 활기를 되찾게 하는 법>(Directions for Impregnating Water with Fixed Air)이란 이름으로 발표하였고, 1773년 그는 자연 철학에 대한 기여, 특히 소다수 제작법 발견으로 말미암아 코플리 메달을 수여하게 되었다.
또한 프리스틀리는 워링턴에서와 마찬가지로 전기를 계속 연구하였으며, 광학에 대한 연구도 시작했다. 그는 1772년 《시각과 빛, 색상과 관련한 발견의 현상(現狀)의 역사》(The History of the Present State of the Discoveries Relating to Vision, Light and Colours)를 출판하였으나 큰 성공을 거두지는 못했다. 이로 인해서 프리스틀리는 기체 연구에 전념하게 되었다. 그러나 그의 해박한 과학지식은 1771년 말 제임스 쿡 선장이 천문학자로서 자신과 동행해 달라고 요청할 정도로 뛰어났다. 하지만 쿡 선장과의 동행은 정치와 신학에 대한 프리스틀리의 비정통적인 견해에 대한 반발이 심하여 실행되지는 못했다.

#### 정치 이론가로서의 활동
프리스틀리는 리즈 거주 시절에 정치 이론가로서도 활동했다. 그는 18세기 자유주의를 대변하였고, 인류의 진보와 완전성에 대한 확고한 신봉자였다. 또한 식민지 미국에 대한 영국 정부의 태도를 비판하는 글을 쓰기도 했다. 이에 관련된 저술로는 1768년에 출판된 《통치의 제1원리들에 관한 소론》(Essay on the First Principles of Government)가 있다. 이는 프리스틀리의 정치 관련 도서 중 가장 영향력 있는 것으로 손꼽힌다. 그는 이 책에서 국민은 정부에 대한 발언의 권리나 독자적인 행동을 할 수 있는 권리를 누려야 한다고 주장하였으며, 정책 결정은 다수의 이익과 행복을 따라야 하고 이에 위배될 경우 국민은 혁명권을 가진다고 역설했다. 제러미 벤담은 이 책에서부터 영향을 받아 “최대의 행복은 다수의 행복”이라는 사상을 이끌어낼 수 있었다. 또한

### 칸 시절1773~1780

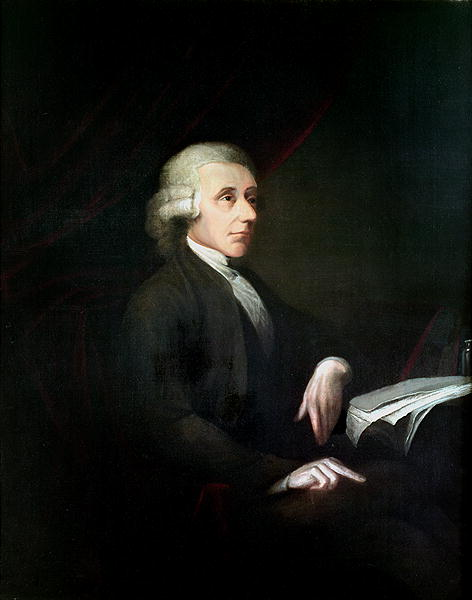
1783년경의 모습.

1772년 12월 셸번 백작이자 나중에 랜즈다운 후작이 된 윌리엄 피츠모리스페티가 프리스틀리에게 자신의 사서와 문학 동료가 되어 줄 것을 요청하였고, 프리스틀리는 이를 승낙했다. 1773년 7월 프리스틀리는 윌트셔주의 칸에 정착했다.

#### 과학자로서의 활동

##### 산소의 발견

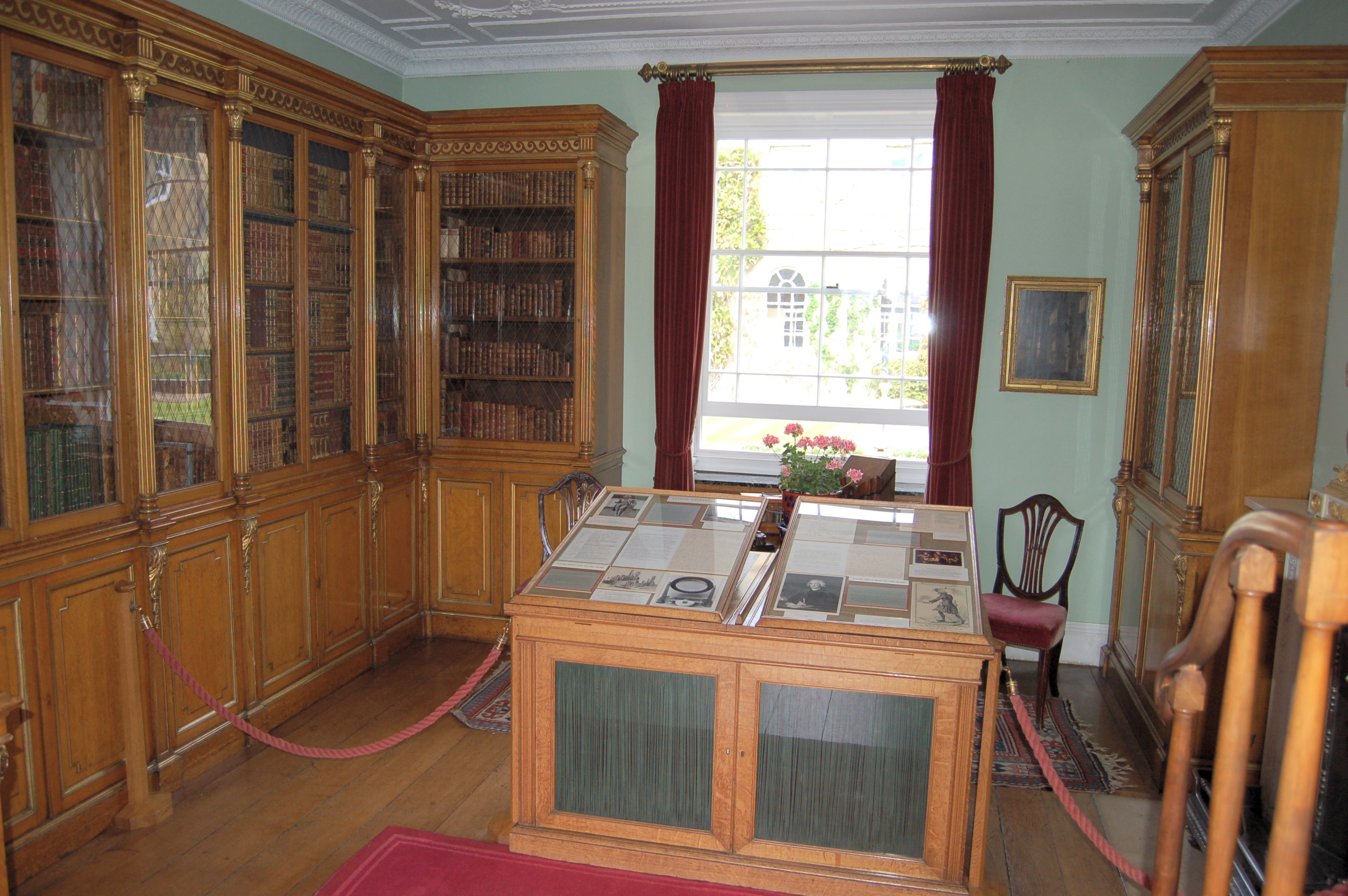
프리스틀리가 산소를 발견한 실험실.

1774년 8월 1일, 프리스틀리는 적색 산화 수은을 렌즈를 이용하여 태양열로 가열하여 산소를 얻어내었다. 당시의 플로지스톤설에 따르면, 일반적인 기체는 플로지스톤으로 포화되어 있어 불을 잘 타게 할 수 없었다. 그러나 발생한 기체는 촛불을 더 잘 타게 하였고 이를 통해서 그는 이 기체가 보통의 공기보다 플로지스톤 함량이 훨씬 적다고 생각했다. 따라서 그는 이 기체의 이름을 ‘탈(脫)플로지스톤 공기’라고 명명하였고, 이를 1775년 3월 15일 발표했다. 산소는 1773년경 칼 빌헬름 셸레도 발견하였으나, 먼저 발표한 쪽은 프리스틀리였다. 또한 셸레와 비교해서 프리스틀리는 산소의 성질에 대해 더욱 자세한 조사를 하기도 했다.
1774년 10월에는 피츠모리스페티와 함께 벨기에 및 네덜란드, 프랑스, 독일 등을 여행하였는데, 이때 파리에서 앙투안 라부아지에를 만났으며 그의 동료들과 함께 산소의 발견에 대해서 논했다. 당시 라부아지에는 수은을 가열하면 수은의 금속재(산화 수은)가 생성된다는 사실을 알았고, 이것이 수은과 공기의 일부의 결합임을 알 수 있었다. 그러나 공기 중의 어떠한 성분이 수은과 결합하는지는 알지 못하고 있었다. 프리스틀리는 라부아지에에게 자신의 ‘탈(脫)플로지스톤 공기’에 대해서 설명해 주었고, 라부아지에는 자신이 찾는 기체가 프리스틀리의 ‘탈플로지스톤 공기’가 아니냐는 생각을 하게 되었다. 라부아지에는 추가적인 실험을 통해서 ‘탈플로지스톤 공기’가 수은과 반응하여 산화 수은을 생성하는 것을 알 수 있었고, 이 과정에서 플로지스톤의 존재에 대해서 회의를 느끼기 시작했다.
라부아지에는 계속된 실험으로 플로지스톤설의 오류에 대해서 지적해 나갔고, 결국 플로지스톤설은 라부아지에의 산소설로 대체되게 되었다. 결과적으로 프리스틀리의 산소 발견은 라부아지에가 플로지스톤설을 무너뜨리는 데 큰 역할을 하게 되었다. 그러나 정작 프리스틀리는 플로지스톤설을 끝까지 신봉했다.

##### 그 밖의 연구
프리스틀리는 동물과 식물, 공기의 연관 관계에 대해서도 연구했다. 그 결과 빛이 식물의 생장에 중요한 역할을 한다는 것을 발견하였고, 식물이 산소를 발생시킨다는 것도 알아냈다. 이것은 훗날 얀 잉엔하우스와 장 제네바어가 광합성을 연구하는 데에 중요한 기초가 되었다. 또한 그는 전기 불꽃을 이용하여 암모니아를 분해하였고, 수소와 산소를 혼합한 기체가 폭발할 경우 물이 생성된다는 사실도 발견했다. 그 외에도 그는 ‘좋은 공기’의 판별법, 즉 산소 함유량을 측정하는 방법을 개발하였으며, 과학 분야에서 그의 대표적인 저서이자 기체 연구의 대표적인 성과인 《여러 종류의 기체에 관한 실험과 관찰》 여섯 권 중 다섯 권을 이 시기에 출판했다. 또한 산소를 제외하고도 암모니아를 비롯하여 이산화 황, 사플루오르화 규소, 질소, 일산화 탄소 등을 발견했다.

#### 철학자로서의 활동
칸 체류 시절 자연 철학이나 종교 철학에 대한 글을 쓰기도 했다. 그는 데이비드 하트리의 관념 연상설을 통하여 스코틀랜드의 상식 철학을 공격하였고 이는 당시 지식인의 많은 관심을 받았다. 또한 그는 정교하게 정신적인 의미로 해석된 유물론적인 일원론을 주장하기도 했다. 프리스틀리는 유물론이 신학 및 과학, 형이상학 등 모든 면에서 지지될 수 있는 완벽한 것이라고 생각했다. 1777년에 출판된 《물질과 정신에 관한 논문들》(Disquisitions Relating to Matter and Sprit)은 형이상학적 측면에서 유물론을 전개한 책이고, 같은 해에 출판된 《철학적 필요에 따라 설명한 교리》(Doctrine of Philosophical Necessity Illustrated)는 유물론에 근거한 결정론을 서술한 책이다.

### 버밍엄 시절1780~1791

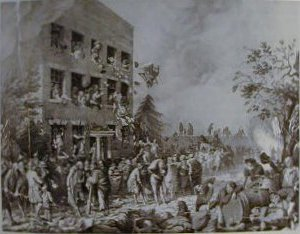
프리스틀리 폭동. 또는 1791년의 버밍엄 폭동이라고도 한다.

이유가 정확하게 알려져 있지는 않지만 1780년 프리스틀리는 칸을 떠나 버밍엄으로 이주하게 되고, 그곳에서 뉴 미팅 교회의 목사로서 자리를 얻었다. 셸턴 백작을 떠나면서 받은 퇴직금과 그의 친구들이 그가 연구를 계속할 수 있도록 모아둔 기금 덕분에 버밍엄에서도 그는 저술과 과학 연구를 계속해 나갔다. 그는 프랑스 혁명주의자들을 옹호하고 기독교의 기본 교리를 부정하는 등 당시 사회에서 받아들이기 힘든 사상을 주장하였으며, 이는 이후 폭동으로 인해 그의 교회와 집이 파괴되는 사건의 원인이 되었다.

#### 신학자로서의 활동
프리스틀리의 종교관은 더욱 발전하여, 기독교 교리의 불합리성은 그리스 등의 이단의 철학을 도입하였기 때문이라고 생각하였고, 순수한 기독교는 초기 기독교뿐이었다고 생각했다. 그는 자신의 종교관에 입각하여 종교와 신학에 대해 설교하기도 했으며 글을 쓰기도 했다. 대표적인 것으로는 1782년에 출판된 〈기독교 부패의 역사》(An History of the Corruptions of Christianity)이다. 이 책에서 그는 삼위일체, 예정설 등 기독교의 교리를 상당수 부정하고, 또한 어떻게 해서 그런 교리가 생성된 것인지 역사적인 기원을 따져 올라갔다. 이 책으로 인해 그는 많은 사람으로부터 비난받아야 했다. 그는 삼위일체론을 부인하고 단일신론을 주장하는 "유니테리언주의 만인구원론주의자"로 불렸으나. 그는 자유의지를 극단적으로 반대했다. 다음의 인용구는 그의 사상을 잘 보여준다.
| “ | 과거와 현재와 미래의 만사가 분명히 자연의 창조주깨서 목적하신 대로 되며 또 그분은 그것들을 위해서 섭리하신다. | ” |

#### 과학자로서의 활동
프리스틀리는 보름달이 뜨는 날마다 모임을 가지는 루나 학회에서 매슈 볼턴을 비롯한 제임스 케어, 제임스 와트, 이래즈머스 다윈과 같은 사람들과 친분을 다지기도 했다. 루나 학회는 왕립 학회와 독립적으로 운영되었다. 루나 학회의 회원들은 모두 이론보다는 응용을 중시하였고, 비국교도라는 공통점을 가지고 있었다. 그들의 주된 관심은 과학을 실생활, 특히 산업에 적용하는 방법이었다. 그는 버밍엄에서 《여러 종류의 기체에 관한 실험과 관찰》의 마지막 한 권을 완성하였고, 왕립 학회에 여러 논문을 기고하기도 했다.
그는 버밍엄에서 생석회(산화물)를 수소와 함께 가열하면 금속 상태로 변한다는 것을 알았지만 그 과정에서 물이 형성된다는 사실은 몰랐다. 그동안 앙투안 라부아지에는 프리스틀리가 발견한 산소에 대한 연구를 계속하여 플로지스톤설을 부정하기 시작하고 물이 수소와 산소의 화합물이라는 사실을 밝혀내는 등 화학 혁명의 기초를 다져 나갔으나, 프리스틀리는 이를 거부하고 여전히 플로지스톤설을 신봉했다.

#### 정치 이론가로서의 활동
프랑스 혁명이 1789년에 일어나자 다른 자유주의자들과 같이 프리스틀리는 이를 지지하였고, 시민과 종교의 자유를 주장했다. 당시 영국의 사회 분위기는 프랑스 혁명이 일어남에 따라 더욱 보수화되어 갔고, 사람들은 소수자들의 의견을 더 이상 받아들이지 않고 비타협적으로 되어갔다. 이에 따라 프리스틀리의 사상 역시 점점 비타협적으로 변해갔다. 그는 1791년 정치가 에드먼드 버크가 쓴 프랑스 혁명에 반대하는 글인 《프랑스 혁명에 관한 성찰》(Reflections on the Revolution in France)을 비판하는 글인 〈프랑스 혁명에 관한 성찰의 저자 에드먼드 버크에게 보내는 반론〉(Letters to Edmund Burke Occasioned by His Reflections on the Revolution in France)을 기고하였고, 같은 해 《정부 일반론에 대한 정치 대담》A Political Dialogue on the General Principles of Government을 출판했다. 이전까지 그는 국가의 권력은 국왕, 귀족, 평민의 균형 위에 존재하여야 한다고 생각하였으나, 이 책에서 그는 모든 국가는 국민의 의지대로 움직여야 하며, 따라서 권력은 세 개의 세력의 균형이 아니라 오로지 국민에게만 귀속되어야 한다고 주장했다. 이러한 그의 주장 곧 주권재민사상은 민주주의가 보편적인 현대에는 지극히 당연한 것이지만, 당시 영국인들에게는 큰 반감을 불러일으켰다.
이러한 프리스틀리의 민주주의 사상과 행동은 대중들을 분노하게 만들었고, ‘화약고 프리스틀리’라는 별명까지 얻게 되었다. 특히 에드먼드 버크의 책을 비판한 것은 폭동으로까지 이어졌다. 1791년 7월 14일, 프랑스 혁명에 찬성하는 사람들의 모임인 혁명동지회는 바스티유 감옥 함락을 기념하는 만찬회를 가졌는데, 이를 알게 된 버밍엄의 대중들은 폭동을 일으켜 이들을 습격했다. 이와 동시에 프리스틀리의 집, 도서관, 연구소, 교회를 포함하여 많은 비국교도의 삶의 터전이 파괴되는 일이 발생했다. 이 사건을 1791년의 버밍엄 폭동 또는 프리스틀리 폭동이라고도 한다. 그 후 그는 버밍엄에서 추방되어 런던 근교로 피신했다.

### 말년1791~1804

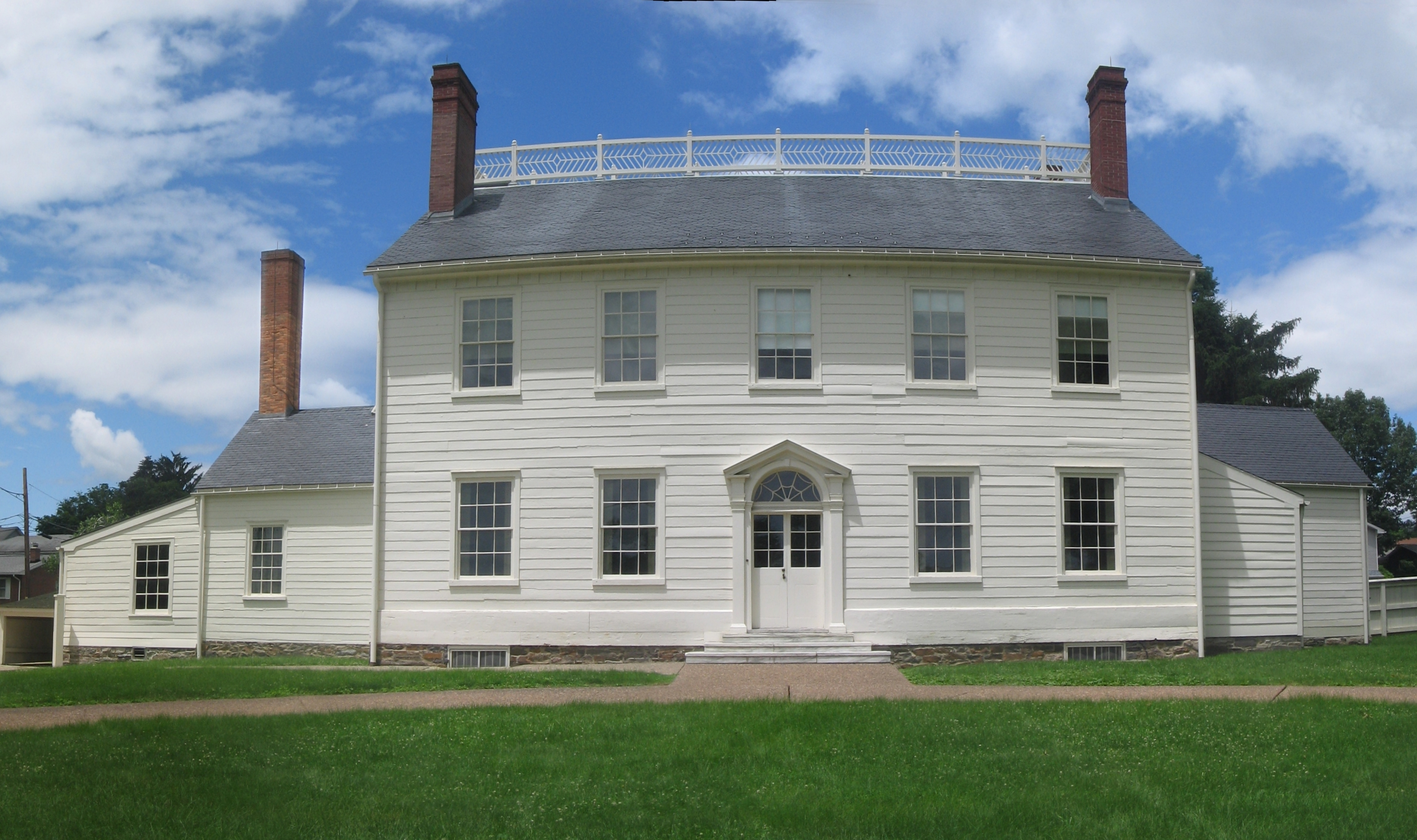
프리스틀리가 만년에 살았던 집(미국 펜실베이니아주 노섬벌랜드)

버밍엄 폭동으로 인해 거처가 모두 파괴되자 1791년 프리스틀리는 상대적으로 안전하다고 여겨지는 런던 근처의 해크니로 이주했다. 그러나 그곳에서도 요주의 인물로 낙인이 찍히고 심지어 왕립 학회의 사람들까지 그를 멀리했다. 오직 프랑스 정부만이 그를 높이 평가하여 명예 시민권을 부여했다. 그럼에도 불구하고 그는 해크니의 그라벨 피스 교회의 목사로 활동하기도 하였고, 대학교 강사로 출강하기도 했다. 그러나 프랑스 혁명이 진전되고 1793년 루이 16세가 처형된 후 영국이 프랑스에 대해 선전포고하자 프리스틀리는 대중들의 분노의 대상이 되었고, 결국 그의 세 아들이 1793년 8월, 그와 그의 아내는 1794년 4월 미국으로 이주했다.

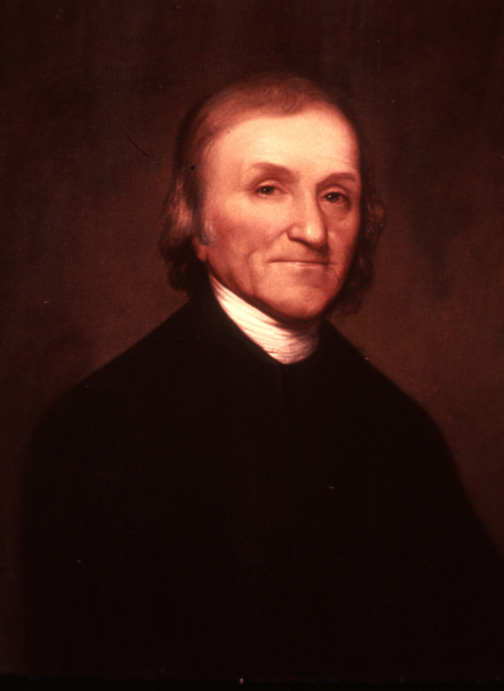
1800년경의 모습. 미국에서는 프리스틀리를 과학자보다도 사회운동가와 사상가로 기억한다.

1794년 4월 7일 영국을 떠난 프리스틀리는 6월 4일 미국 뉴욕에 도착했다. 그는 미국에서 큰 환영을 받았다. 뉴욕이나 필라델피아 등에서 그를 초청하였으나 그는 이를 거절하고 펜실베이니아주 중부의 작은 도시인 노섬벌랜드에 정착했다. 프리스틀리는 필라델피아에 있는 펜실베이니아 대학교의 교수직을 제의받았기도 하였으나 사양하고는 노섬벌랜드에서 목사로서 남은 일생을 보냈다. 프리스틀리는 미국에서도 저술, 종교 활동을 계속했다. 그는 존 애덤스 및 토머스 제퍼슨과 같은 미국 독립혁명 지도자들과도 친구로 지냈으나, 영국의 친구들과는 연락이 끊겨 정상적인 과학 연구를 할 수는 없었다. 그는 라부아지에의 설을 부정하기 위해서 많은 노력을 하였으나 일산화 탄소를 규명하는 선에서 만족하여야 했다. 1800년 출판된 프리스틀리의 마지막 과학 관련 저서인 The Doctrine of Phlogiston Established and That of the Composition of Water Refuted는 그가 플로지스톤설이 거의 무너져 감에도 불구하고 여전히 이를 신봉하였음을 알려준다. 종교적으로 그는 미국에 유니테리언 교회를 조직하는 데 많은 노력을 기울였다. 그는 1804년 노섬벌랜드에서 사망했다. 그가 만년에 살았던 노섬벌랜드의 집은 미국 국립 사적지로 보존되어 있다.

## 사상

### 철학과 종교
프리스틀리는 인간은 완전성에 도달할 수 있는 존재이며 이를 위해서는 지식의 탐구가 필요하다고 생각했다. 지식을 탐구함으로써 신의 영광을 기릴 수 있다고 생각한 것이다. 프리스틀리에게 모든 진리는 종교적 가치와 연관되었다. 그에게 과학적 진리는 종교적 진리와 동일시되었고, 따라서 그의 종교관 역시 일종의 합리성을 지니게 되었다.
프리스틀리는 유물론을 신봉하였고, 이는 그의 종교관의 토대가 되었다. 그는 물질의 고체성, 불활성, 무감각성 등은 물질의 본성이 아니라고 주장하였고 힘이 물질의 본성이라고 생각했다. 따라서 물질이 존재하는 것과 정신적 힘을 소유하는 것은 차이가 없다고 보았다. 따라서 그는 물질과 정신이 독립되어 있지 않다고 보았다.
프리스틀리는 기독교가 타락하게 된 이유를 정신과 물질을 독립시켰기 때문이라고 생각했다. 이를 위해서 기독교는 성부, 성자, 성령의 삼위일체, 예수가 성육신 이전부터 존재했다는 교리인 선재설, 속죄, 영혼에 의한 육체의 부활 등의 복잡한 교리들을 도입하게 되었다고 주장했다. 그는 이러한 것들이 본질적인 기독교의 교리가 아니라, 이교도들의 철학이 도입되었다고 생각했다. 그는 예수마저도 단지 가장 선량하고 현명한 인간으로 보았다. 프리스틀리는 성부, 성자, 성령 중 성령조차 배격하였으며, 성부만을 인정했다. 그러나 프리스틀리는 신은 물질성으로 설명할 수 없다고 주장하였으며, 신의 본성은 인간에게 알려지지 않았으나 신의 존재나 권능에 대한 증거는 확실하다고 생각했다.
프리스틀리의 유물론은 곧 결정론으로도 이어진다. 그는 결정론이 물질계와 정신계를 모두 지배한다고 보았다. 그러나 프리스틀리에게 결정론은 신이 인간에게 노력을 통해서 최대의 행복을 쟁취할 수 있도록 하기 위한 조치였다. 그는 인간이 필연적으로 동기를 따른다면, 신의 뜻을 따라 선한 동기를 가지도록 노력해야 한다고 생각했다.
프리스틀리는 그의 저서 <철학적 필요의 교리>에서 '칼빈주의자 중에서 조나단 에드워즈가 처음으로 필요라는 개념을 도입하였다고 칭찬하였다.

### 정치
프리스틀리는 인간은 자신의 행복을 증진시킬 수 있으며, 상호 협동을 통해 무한한 진보를 이룰 수 있다고 보았다. 따라서 그는 인간의 지식과 사회성을 인간의 발전에서 중요한 기초로 생각했다. 또한 프리스틀리는 정치에서 다수의 이익과 행복이 가장 우선시되어야 한다고 주장하였고, 이는 공리주의와 일맥상통한다.
프리스틀리는 인간들이 이익을 위해 사회를 구성하는 과정에서 자유를 포기해야 하고, 행동을 전체 사회의 방향에 순응시켜야 한다고 생각했다. 이를 통해서 군중들은 공직자들에게 자신들의 권한을 위임하여야 하고, 이것이 정치의 성립이라고 생각했다. 그는 정부는 사회의 이익을 통해서 강압적인 성격을 띠게 되고, 군중도 침해받아서는 안 될 최소한의 기본 권리를 가져야 한다고 주장했다.
프리스틀리에게 자유는 상당히 중요한 위치를 차지한다. 그에게 정치적 자유는 모든 국민이 정치에 발언권을 가지고, 공직에 오를 수 있는 길이 확보되며, 공직자의 임명에 투표권을 행사하는 것을 의미한다. 만약 국민이 출생이나 재산의 유무에 따라서 이러한 자유를 누리는 것에 차별을 받게 되면 정치적 자유가 흔들리게 된다고 생각했다. 프리스틀리는 혁명권을 인정하였으며, 위정자들이 그들의 권리를 악용하여 다수의 행복을 파괴한다면 국민은 그들을 축출할 수 있다고 주장했다.
그는 프랑스 혁명을 미국 혁명과 더불어 자유의 교리를 가르쳐 준 규범이라고 칭송했다. 그러나 영국의 보수주의자들이 혁명주의자들을 억압하기 시작하자, 그에 따라 그의 사상도 과격해지기 시작했다. 처음에 프리스틀리는 영국의 입헌군주제를 지지하였고 국왕, 귀족, 평민의 정치적 삼위일체를 인정하였으나, 이 시기를 기점으로 하여 진정한 존경의 대상은 오직 국민과 법뿐이라고 주장했다. 정치적으로도 일종의 유니테리언이 된 것이다.
또한 프리스틀리는 개인주의의 중요성을 역설했다. 그는 신의 섭리가 인간을 진보와 행복으로 이끌 것으로 보았으며, 따라서 지나친 구속이나 제도는 이에 방해가 된다고 설명했다. 즉, 정부는 국민에게 지나치게 개입해서는 안 된다는 것이다. 따라서 그는 관제 교육에도 반대했다.

### 교육
프리스틀리의 교육 사상의 기초는 데이비드 하트리의 관념 연상설과 유니테리언이다. 이에 기반을 두어 그는 새로운 교육 과정을 제시하였으며, 여성과 하위 계층의 교육 역시 고려했다. 또한 국가에 의한 획일적인 교육을 거부하고 민간 주도의 다원적 교육을 지지했다.
프리스틀리는 워링턴 아카데미에서 영어, 근대사, 과학 등 실용적인 교과목을 교과 과정에 편입시키는 당시로는 혁신적인 교육 과정을 주장했다. 그는 교육 방법 역시 개혁이 필요하다고 주장하여, 학생 스스로 의문을 품고 탐구해 나가는 방법을 도입해야 한다고 주장했다. 이러한 그의 교육 철학은 데이비드 하트리의 관념 연상설에 기초한 것이다. 프리스틀리는 하트리의 주장을 인간 생활에서 외부환경의 중요성의 강조라고 이해했다. 따라서 훌륭한 교육이야말로 인간의 완전성을 실현하는 길이라고 보았다. 또한 프리스틀리는 교육은 단순한 지식 연마가 아닌, 올바른 마음가짐과 올바른 행동을 위한 교육이 따라야 한다고 설명했다. 올바른 마음가짐은 본성이 아니라 교육을 통해서 길러져야 한다고 주장하였으며, 지적·도덕적 발전을 위해서는 육체의 연마 역시 필요하다고 보았다. 그러나 그 역시 교육에서 가장 중요한 것은 지식의 연마라고 생각했다.
종교적 교육의 측면에서 프리스틀리는 유니테리언에 기초하여 합리성이 결여되어 있는 부분, 예컨대 삼위일체나 예수의 속죄설 등이 제거되어야 한다고 보았다. 그는 교육을 통해서 이러한 합리적 사상을 전파해야 한다고 생각했다. 그는 학생들에게 올바른 교육을 통해서 합리적인 종교관을 심어줌으로써, 기존 종교의 신비주의나 비합리적인 부분을 제거할 수 있는 것으로 믿었다.
프리스틀리는 중간계급을 새로운 시대의 주역이라고 생각하여 이들에게 실용적인 교육을 제공했다. 또한 여성 교육에서도 여성이 평등한 교육을 받아야 한다고 주장하면서 여성이 현모양처가 되기 위해서라도 교육은 필수적인 것이라고 생각했다. 그리고 프리스틀리는 정부 주도의 교육은 인간의 다양성을 부정하고, 인간의 본성에 어긋나며, 지배 세력에 영합하는 교육이 이루어질 수 있다고 하여 이를 배격했다. 국가가 교육을 지배하면 그 피해는 국민에게 돌아온다고 생각한 것이다. 그 대신 그는 민간 주도의 교육이 이루어져야 한다고 주장했다.

## 저서

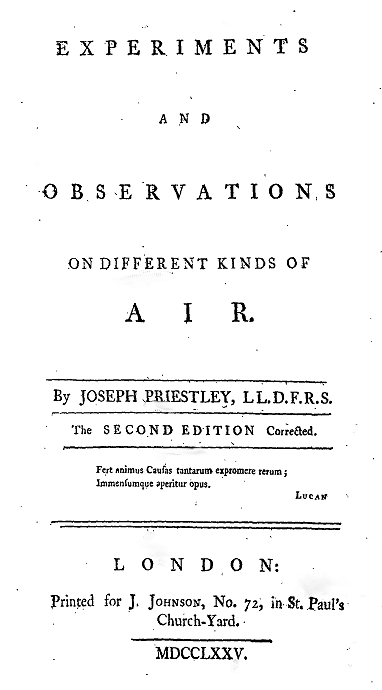
《여러 종류의 기체에 관한 실험과 관찰》(Experiments and Observations on different Kinds of Air)의 표지

프리스틀리는 평생 매우 많은 글을 썼다. 과학 분야를 제외한 나머지 글들은 친구인 존 루트가 1817년부터 1832년에 걸쳐 스물다섯 권으로 정리했다. 1761년 첫 책을 펴낸 프리스틀리는 워링턴 아카데미의 강사로 있을 때 교육 관련 저서를 많이 집필하였는데, 그가 쓴 교육 관련 저서는 다음과 같다.
- Rudiments of English Grammar (1761년)
- Theory of Language and Universal Grammar (1762년)
- Chart of Biography (1765년)
- Essay on a Course of Liberal Education for Civil and Active Life (1765년)
- Lectures on History and General Policy (1765년, 1788년)

프리스틀리는 신학이나 철학 관련 저서도 많이 저술했다. 그가 쓴 가장 대표적인 신학·철학서는 다음과 같다.
- Institutes of Natural and Revealed Religion (1772년 ~ 1774년)
- History of the Corruption of Christianity (1782년)
- General History of the Christian Church to the Fall of the Western Empire (1790년, 1802년 ~ 1803년)
- Disquisitions relationg to Matter and Spirit (1777년)

또한 프리스틀리는 결정론에 대한 몇 편의 글을 남기기도 했다. 그러나 그의 신학·철학 저서는 대부분 그가 과학 분야에 남긴 업적, 특히 기체 연구의 저서들에 가려 주목받지 못했다.
- The Doctrine of Philosophical Necessity Illustrated (1777년)

화학 분야에서 그가 남긴 대표적인 저서는 다음과 같다.
- Experiments and Observations on different Kinds of Air (1774년 ~ 1786년)
- Experiments on the Generation of Air from Water (1793년)
- Experimenst and Observations relating to the Analysis of Atmospheric Air (1800년)
- Considerations on the Doctrine of Phlogiston established and that of the Composition of Water refuted (1800년)

전기와 광학에 대한 책도 저술했다. 대표적인 것들은 다음과 같다.
- History and Present State of Electricity (1767년)
- History of Discoveries relating to Vision, Light and Colours (1772년)

이 밖에도 프리스틀리는 수많은 종교 및 철학, 정치, 과학 관련 저서를 남겼다.

## 참고 문헌
- ed. by Cambridge University Press, Encyclopaedia Britannica: a dictionary of arts, sciences, literature and general information, 11th edition, London: Cambridge University Press, 1910~1911.
- Considine, G. D., Van Nostrand's encyclopedia of chemistry, 5th edition, Hoboken : Wiley-Interscience, 2005, ISBN 0-471-61525-0.
- ed. by Encyclopaedia Britannica, inc., The New Encyclopaedia britannica, 15th edition, Chicago: Encyclopaedia britannica, 2007, ISBN 978-1-59339-292-5.
- Schofield, R. E., The enlightenment of Joseph Priestley: a study of his life and work from 1733 to 1773, University Park: Pennsylvania State University Press, 1997, ISBN 0-271-01662-0.
- Tapper, Alan (2002), “Joseph Priestley”, in Dematteis, Philip B.; Fosl, Peter S., British Philosophers 1500–1799, Dictionary of Literary Biography, Detroit: Gale Group
- 化學大辭典編集委員會 편, 성용길, 김창홍 역, 《화학대사전》, 서울: 世和, 2001, ISBN 89-317-0440-2.
- 김영한, 〈Joseph Priestley 小考〉, 《史學論志》, Vol. 3 No. 1, 서울: 漢陽大學校 文理科大學 史學科, 1975.
- 유지영, 〈프리스틀리와 라봐지에〉, 《한국과학사학회지》, 서울: 한국과학사학회, Vol. 12 No. 1, 1990.
- 조승래, 〈조셉 프리스틀리의 교육 사상〉, 《교육과학연구》, Vol. 12, 청주: 청주대학교 교육문제연구소, 1998.

## 같이 보기
- 산소
- 칼 빌헬름 셸레
- 앙투안 라부아지에
- 비국교도
- 유니테리언